# Ambasciatori del jazz

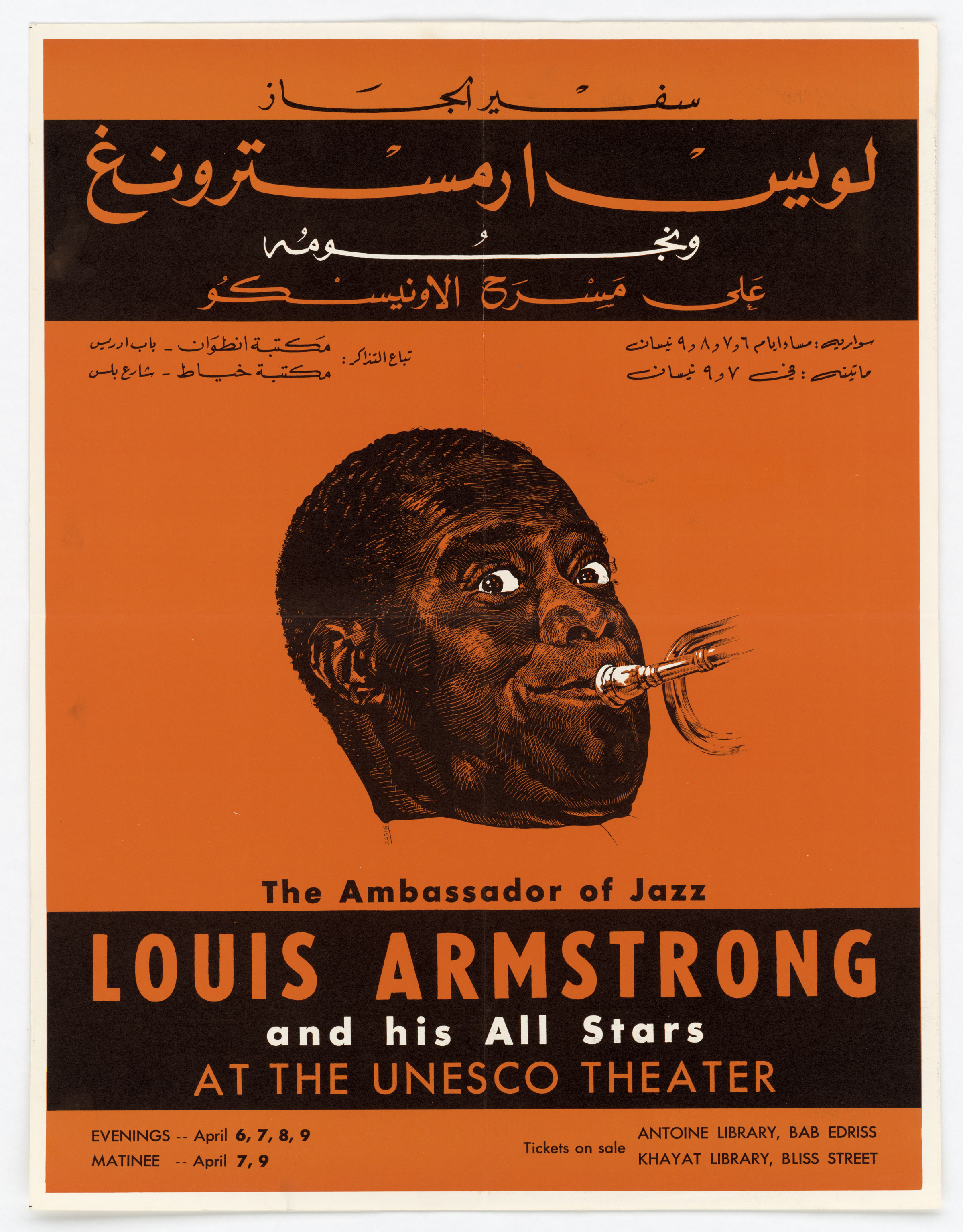
Poster pubblicitario per un concerto di Louis Armstrong a Beirut, in Libano (1959)

Gli ambasciatori del jazz (in inglese Jazz ambassadors) furono musicisti jazz statunitensi inviati dal Dipartimento di Stato della presidenza Eisenhower in una tournée in Europa orientale, nelle regioni centro-sud asiatiche e in Africa con lo scopo di diffondere la cultura e i valori statunitensi nel mondo.
La cosiddetta «diplomazia del jazz», nel contesto delle discriminazioni razziali interne al Paese e di uno scenario internazionale sempre più aperto e polarizzato (i primi anni della Guerra fredda), era una forma di diplomazia culturale che aveva lo scopo di promuovere un'immagine degli Stati Uniti più accogliente e distante dalle accuse sovietiche di instabilità interna legata alle tensioni razziali. Tra i primi ambasciatori nel 1956 figurano artisti come Louis Armstrong, Dizzy Gillespie, Dave Brubeck, Benny Goodman e Duke Ellington.

## Antefatti
All'inizio degli anni Cinquanta, durante le lotte dei movimenti per i diritti civili, la decolonizzazione e la guerra fredda, i politici statunitensi si resero conto che era necessario un nuovo approccio alla diplomazia culturale statunitense. L'allora presidente in carica, Dwight Eisenhower, era particolarmente preoccupato di come le tensioni razziali interne influenzassero la reputazione internazionale del Paese. Vedeva la guerra fredda come una battaglia di idee, pensando che un programma di scambio culturale avrebbe potuto affrontare alcune di queste preoccupazioni. Nel 1956 il Congresso formalizzò il President's Special International Program for Participation in International Affairs, conosciuto anche come Cultural Presentations Program; funzionari statunitensi spiegarono che lo scopo principale del programma era quello di «contrastare la propaganda russa».
Il programma fu supervisionato dal Dipartimento di Stato, che ha avuto l'approvazione finale per la scelta dei musicisti, e dall'American National Theatre and Academy. Fu sponsorizzato dall'emittente televisiva governativa Voice of America. Nonostante il programma includesse un'ampia varietà di forme artistiche e culturali, il jazz venne ben accolto dal Dipartimento di Stato per il suo essere una forma d'arte indigena americana. L'associazione del jazz con gli afroamericani, così come le sue band miste a livello razziale, potevano servire come una dimostrazione di equità razziale ed armonia. Il Dipartimento di Stato si assicurò che le commissioni di selezione scegliessero solo artisti adatti, tenendo conto del loro talento musicale, della loro "americanità", della loro integrità, del loro carattere personale e della composizione razziale della band.
Inizialmente Louis Armstrong sarebbe dovuto andare in tournée a Mosca nel 1957, come approvato dal Dipartimento di Stato; tuttavia, il rifiuto del presidente Eisenhower di inviare truppe federali alla Little Rock Central High School (nell'ambito della desegregazione razziale sancita da Brown v. Board of Education) per sostenere i Little Rock Nine fece indignare il musicista. Rifiutò il suo ruolo come ambasciatore ufficiale, aggiungendo: «per il modo in cui stanno trattando la mia gente nel sud, il governo può andare all'inferno!». Passata alla storia come "Crisi di Little Rock", l'evento mise alla luce l'ipocrisia dei «valori americani» che si intendeva mostrare durante il tour: democrazia, uguaglianza e libertà – tutti valori negati ai nove studenti di Little Rock e più ampiamente a tutti gli afroamericani mentre la lotta per i diritti civili, in particolare nel Profondo Sud, andava avanti.
La «diplomazia del jazz» ebbe un ruolo più sottile e significativo nella guerra fredda rispetto a quanto previsto: non fu unicamente Armstrong a vedere l'ironia di rappresentare un Paese che predicava la democrazia all'estero mentre veniva negata all'interno dei suoi confini. Con il proseguire delle tournée, sempre più musicisti jazz influenti espressero la loro opinione, spesso condannando le azioni del governo statunitense nell'ottica dei diritti civili. Infine, gli stessi diplomatici statunitensi interpretarono la dichiarazione iniziale di Armstrong come un esempio della superiorità americana nella libertà di parola: «anche un uomo di colore può criticare il proprio governo e non essere punito».

## Le tournée
Dizzy Gillespie guidò il primo tour sponsorizzato dal Dipartimento di Stato nel marzo 1956, della durata di dieci settimane. Il deputato democratico Adam Clayton Powell era da tempo sostenitore dell'inclusione del jazz nei tour culturali e fu una figura fondamentale nell'organizzazione della tournée di Gillespie. Quest'ultimo riconobbe l'ironia della richiesta aggiungendo, in risposta alla richiesta di una riunione informativa da parte del Dipartimento di Stato: «ho avuto 300 anni di riunioni. So cosa ci hanno fatto […] Mi piaceva l'idea di rappresentare l'America, ma non stavo andando lì per scusarmi per le politiche razziste dell'America». Gillespie fu a capo di una band interrazziale composta da diciotto elementi, con Quincy Jones come direttore musicale: si esibirono in Europa, Asia e America del Sud, passando per Paesi come Iran, Pakistan, Libano, Turchia, Jugoslavia, Grecia e Argentina. Il tour ebbe successo nel migliorare la reputazione statunitense e creò un modello per quelli successivi degli altri musicisti. Gillespie, tuttavia, venne criticato per alcune lamentele riguardo al tour in Brasile, dove avrebbe dato priorità ad associarsi con musicisti locali piuttosto che partecipare agli aventi ufficiali. Di conseguenza, non si esibì per conto del Dipartimento di Stato per oltre un decennio.
Per il tour successivo, l'ambasciatore scelto dal Dipartimento fu Benny Goodman. Nel dicembre del 1957 la sua band iniziò un tour di sette settimane nell'Asia orientale e sud-orientale, riuscendo a raccogliere buoni risultati sia per l'impatto sul pubblico generale che per il rafforzamento dei legami statunitensi con i governanti dei Paesi visitati. In Thailandia, Goodman fece una buona impressione sul Re Bhumibol Adulyadej – lui stesso musicista e appassionato di jazz –, finendoci a suonare insieme con la band. Goodman promosse anche l'idea che il razzismo fosse già stato sconfitto negli Stati Uniti: «la stampa là mi chiedeva costantemente delle persone di colore qui. Erano abbastanza preoccupati. Credo che siano stati nutriti con tanta propaganda comunista». Come per il tour di Gillespie, anche quello di Goodman fu un successo diplomatico.

Il The Dave Brubeck Quartet fece il tour del 1958. Suonarono nella Repubblica Democratica Tedesca e in Polonia, oltre che Turchia, Afghanistan, Pakistan, India e Sri Lanka. Lo stesso segretario di Stato John Foster Dulles estese la tournée e gli impegni del gruppo negli Stati Uniti furono cancellati. Il quartetto suonò in Iran e Iraq: essi non ricevettero alcuna informazione riguardo la situazione politica irachena, ma percepirono ugualmente la pericolosità nel Paese. Dopo poche settimane dalla partenza di Brubeck, ʿAbd al-Karīm Qāsim rovesciò la monarchia hashemita con un colpo di Stato.

Un manifesto pubblicitario del Sudan che raffigura gli ambasciatori Louis Armstrong, Dizzy Gillespie, Mahalia Jackson e Count Basie (ca. 1960)

Nell'ottobre del 1960, Louis Armstrong arrivò in Congo come parte di un tour africano e fu accolto a Léopoldville portato in spalla su un trono. In occasione del concerto ad Elisabethville, nella provincia del Katanga, venne indetta una tregua di un giorno per la guerra civile in corso, in modo da far assistere le due parti all’esibizione. Armstrong tornò nel continente nel gennaio del 1961, toccando Paesi come Senegal, Mali, Sierra Leone, Liberia, Sudan e Repubblica Araba Unita.
Duke Ellington fu uno degli ambasciatori del jazz più influenti nel promuovere la musica afroamericana sia come arte moderna che come parte integrante della presentazione degli statunitensi all'estero. L'orchestra di Ellington iniziò il suo primo tour per il Dipartimento di Stato a Damasco. Della durata di tre mesi, si svolse in Medio Oriente includendo Paesi come Siria, Giordania, Afghanistan, India, Ceylon, Pakistan, Iraq, Libano e Turchia. Le idee repubblicane di Ellington e la sua eccellenza come direttore d'orchestra lo resero l'ambasciatore culturale perfetto. L'incoraggiare gli assoli prolungati fece emergere al meglio i suoi musicisti; lo stile musicale incarnava gli ideali statunitensi, inclusivi e liberi. Tra settembre e ottobre 1971, Ellington e la sua orchestra fecero un tour nell'Unione Sovietica, il più significativo e il più pubblicizzato dal Dipartimento di Stato. Quest'ultimo aumentò le apparizioni del jazzista in tutto il mondo, portando una notevole quantità di pubblicità internazionale positiva.

## Eredità culturale
I tour degli ambasciatori del jazz hanno esposto i musicisti statunitensi a nuovi stili e tradizioni musicali dei Paesi che hanno visitato. Gli album di Duke Ellington Far East Suite, Latin American Suite e Afro-Eurasian Eclipse hanno preso ispirazione dalle tournée di questo periodo, e similmente il brano Rio Pakistan di Dizzy Gillespie prende ispirazione dal tour del 1956. Quest'ultimo registrò diversi album durante i tour, come Dizzy in Greece e World Statesman. Anche l'album Jazz Impressions di Dave Brubeck del 1958 nasce dalla musica che aveva ascoltato durante il periodo da ambasciatore del jazz. I ritmi sincopati che Brubeck sentì dai musicisti di strada turchi ispirarono il suo standard Blue Rondo à la Turk.
Sebbene influenzati dalla musica tradizionale dei Paesi visitati durante le tournée, gli ambasciatori del jazz a loro volta furono in grado di influenzare la gente nei Paesi non allineati. La ricerca e l'incorporazione della musica locale di ogni Stato visitato permise ai musicisti finanziati dallo Stato di presentare degli Stati Uniti capaci di celebrare ed apprezzare le culture locali straniere.